# 후렛샤
후렛샤는 한국의 플래시애니 1세대 작가이다. 주요 작품은, 그레이트후렛샤이며 일부작품이외에 대부분의 작품을 헤두락에 공개하고 있다.

## 작품 목록
- 그레이트후렛샤
- 세상은랄랄라
- 랑카스
- 청춘CD
- 게임인생극장
- 쾌남김태퐐
- 악령도
- 간장선생

갤럭시크라이시스
효자 홍삼남전
즐겨요 이 기분

## 이력
- 2013년 6월 18일 머니투데이 웹툰으로 그레이트 후렛샤 부활 (매주 화,수 연재)
- 2014년 8월 5일 네이버 웹툰으로 빙의 (완결) http://comic.naver.com/webtoon/list.nhn?titleId=632330
- 현재 멜랑꼴리 G스팟캐스트에 절찬 출연중. https://itunes.apple.com/us/podcast/id908878175
- 팟캐스트 후라이에 특별출연 http://www.podbbang.com/ch/6482?e=21592590